# Selenophorus pedicularis
Selenophorus pedicularis är en skalbaggsart som beskrevs av Pierre François Marie Auguste Dejean. Selenophorus pedicularis ingår i släktet Selenophorus och familjen jordlöpare. Inga underarter finns listade i Catalogue of Life.